# Blairismo

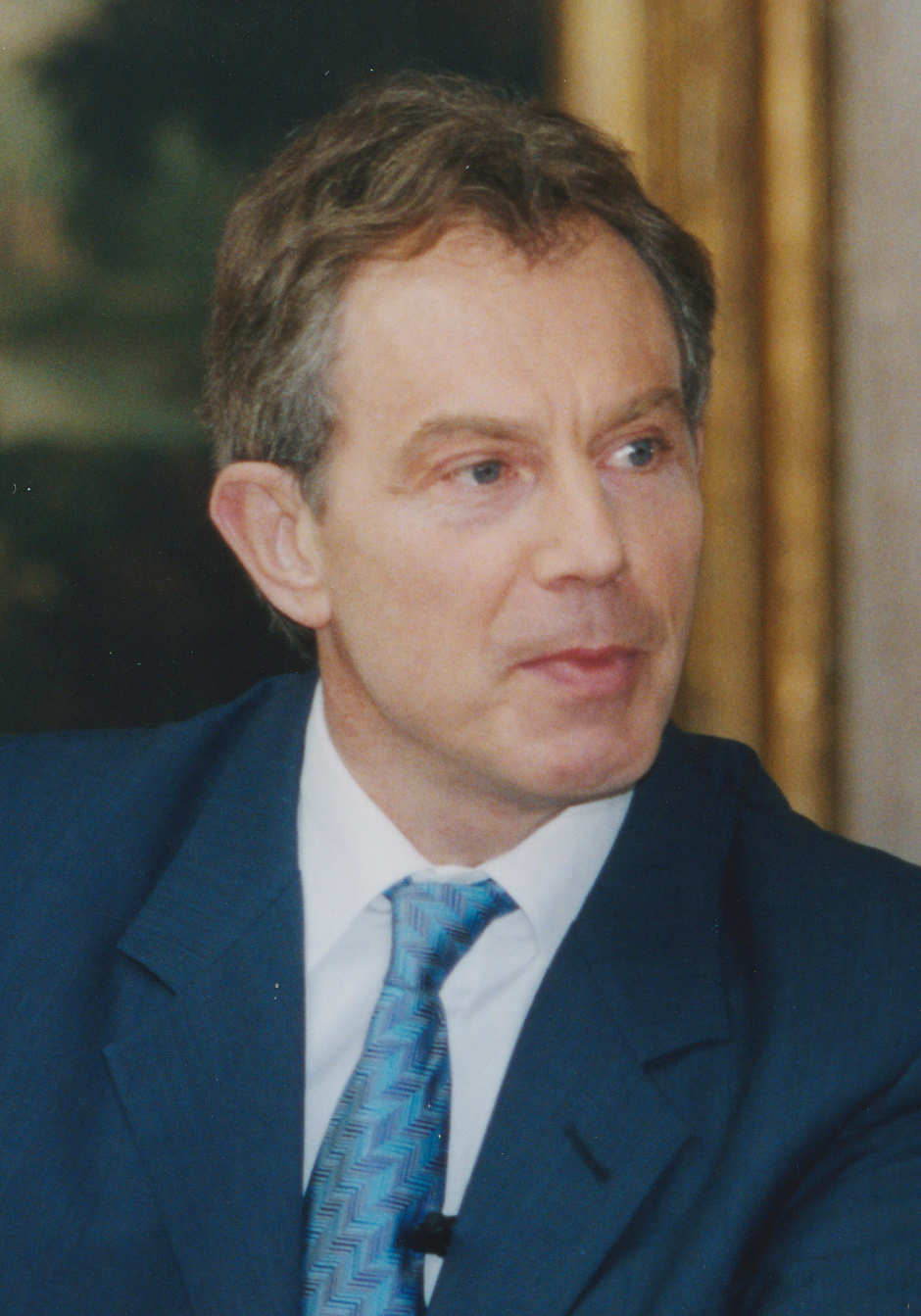
Tony Blair em 2002

Na política britânica, Blairismo ou Novo Trabalhismo é o nome dado à corrente de pensamento do político Tony Blair, líder do Partido Trabalhista e Primeiro Ministro do Reino Unido e daqueles que o seguem. Foi um período na história do Partido Trabalhista Britânico de meados ao final da década de 1990 até 2010, sob a liderança de Tony Blair e Gordon Brown. O nome data de um slogan de conferência usado pela primeira vez pelo partido em 1994, mais tarde visto em um rascunho de manifesto publicado em 1996 e intitulado Novo Trabalhismo, Nova Vida para a Grã-Bretanha. Foi apresentado como a marca de um partido recentemente reformado que alterou a Cláusula IV e endossou a economia de mercado. 
A marca foi amplamente utilizada enquanto o partido estava no governo entre 1997 e 2010. O Novo Trabalhismo foi influenciado pelo pensamento político de Anthony Crosland e pela liderança de Tony Blair e Gordon Brown, bem como pela campanha de mídia de Peter Mandelson e Alastair Campbell. A filosofia política do Novo Trabalhismo foi influenciada pelo desenvolvimento do partido da Terceira Via de Anthony Giddens  que tentou fornecer uma síntese entre capitalismo e socialismo. O partido enfatizou a importância da justiça social, em vez da igualdade, enfatizando a necessidade de igualdade de oportunidades e acreditou na utilização dos mercados para proporcionar eficiência económica e justiça social. 
A marca do Novo Trabalhismo foi desenvolvida para reconquistar a confiança do eleitorado e para retratar um afastamento das suas políticas socialistas tradicionais, que foram criticadas pela quebra das promessas eleitorais e pelas suas ligações entre os sindicatos e o Estado, e para comunicar a modernização do partido ao público. Os apelos à modernização tornaram-se proeminentes após a pesada derrota do Partido Trabalhista nas eleições gerais de 1983, com o novo líder trabalhista, Neil Kinnock , que veio do grupo de esquerda moderada da Tribuna de deputados trabalhistas, pedindo uma revisão das políticas que levaram à derrota do partido, e que melhorias na imagem pública do partido sejam feitas por Peter Mandelson, um ex-produtor de televisão.
Seguindo a liderança de Neil Kinnock e John Smith, o partido liderado por Tony Blair tentou alargar o seu apelo eleitoral sob o lema do Novo Trabalhismo e, nas eleições gerais de 1997, obteve ganhos significativos na classe média; resultando em uma vitória esmagadora. Os Trabalhistas mantiveram este apoio mais amplo nas eleições gerais de 2001 e obtiveram uma terceira vitória consecutiva nas eleições gerais de 2005, pela primeira vez na história do Partido Trabalhista. No entanto, a sua maioria foi significativamente reduzida em relação aos quatro anos anteriores.  Em 2007, Blair renunciou à liderança do partido após treze anos e foi sucedido como primeiro-ministro pelo seu Chanceler do Tesouro, Gordon Brown. Os trabalhistas perderam as eleições gerais de 2010 , que resultaram no primeiro parlamento suspenso em trinta e seis anos e levaram à criação de um governo de coligação Conservador - Liberal Democrata. Brown renunciou ao cargo de primeiro-ministro e líder do Partido Trabalhista logo depois. Ele foi sucedido como líder do partido por Ed Miliband, que abandonou a marca Novo Trabalhismo   e moveu a postura política do Partido Trabalhista ainda mais para a esquerda sob a marca "One Nation Labour" (Um trabalhismo nacional). 

## Ideologia

Logo que foi usado pelo Partido Trabalhista Britânico durante o período do New Labour.

Tony Blair defendia um "Novo Trabalhismo" (New Labour): usando o termo pela primeira vez durante um discurso proferido em outubro de 1994, durante o qual lança o slogan New Labour, New Britain. A tendência blairista é parcialmente inspirada na experiência dos Novos Democratas americanos, que reagiram à “revolução conservadora” do governo Reagan renovando em profundidade o discurso do Partido Democrata.
Politicamente, Blair foi identificado com um investimento recorde em serviços públicos, uma política externa intervencionista e atlantista, apoio a poderes de aplicação da lei mais fortes, um grande foco na vigilância como meio de combater o terrorismo e um grande foco na educação como meio de incentivar mobilidade social. Nos primeiros anos (por volta de 1994-1997), o blairismo também foi associado ao apoio à integração europeia e particularmente à participação britânica na moeda única europeia, embora isso tenha diminuído depois que os trabalhistas assumiram o cargo.

## História
Eleito pela primeira vez para o parlamento como Membro do Parlamento por Sedgefield, Condado de Durham, nas eleições gerais de 1983, Tony Blair tornou-se o líder do Partido Trabalhista em 1994 depois de ganhar 57% dos votos nas eleições de liderança daquele ano, derrotando John Prescott e Margaret Beckett.  Seu primeiro cargo no gabinete paralelo ocorreu em novembro de 1988, quando Neil Kinnock o nomeou Secretário de Estado Sombrio de Energia e em julho de 1992 foi promovido ao cargo de Secretário do Interior paralelo na eleição de John Smith como Líder do Partido Trabalhista. 
Gordon Brown, que ocupou altos cargos no governo trabalhista de Blair antes de sucedê-lo como primeiro-ministro em junho de 2007, não foi candidato nas eleições de liderança de 1994 por causa de um acordo entre os dois feito em 1994, no qual Brown prometeu não concorrer  para eleição. Desde então, a mídia especulou que Blair concordou em renunciar e permitir a Brown o cargo de primeiro-ministro no futuro, embora os apoiadores de Blair tenham afirmado que tal acordo nunca aconteceu.  O termo Novo Trabalhismo foi cunhado por Blair em seu discurso na Conferência do Partido Trabalhista de outubro de 1994  como parte do slogan "novo Trabalhismo, nova Grã-Bretanha".   
Durante este discurso, Blair anunciou a modificação da Cláusula IV da constituição do partido, que abandonou o apego trabalhista à nacionalização e abraçou a economia de mercado. A nova versão da cláusula comprometeu os trabalhistas a um equilíbrio entre o mercado e a propriedade pública e a equilibrar a criação de riqueza com a justiça social.  Blair defendeu uma maior modernização na conferência, afirmando que "os partidos que não mudam morrem, e [o Trabalhismo] é um movimento vivo, não um monumento histórico".  Durante o período de 1994 a 1997, após a eleição de Blair como líder do partido, o Trabalhismo conseguiu reverter décadas de declínio na adesão ao partido, aumentando o número em cerca de 40%, aumentando a sua  de competir por cargos públicos, ao mesmo tempo que legitimava a liderança de Blair.   
Em 1997, o Novo Trabalhismo obteve uma vitória esmagadora nas eleições gerais, após dezoito anos de governo conservador, conquistando um total de 418 assentos na Câmara dos Comuns – a maior vitória na história do partido.  O partido também foi vitorioso em 2001 e 2005, tornando-se o primeiro-ministro mais antigo do Partido Trabalhista Blair e o primeiro a vencer três eleições gerais consecutivas. Ele também foi o primeiro líder trabalhista a vencer uma eleição geral desde Harold Wilson em 1974.  
Nos meses que se seguiram à vitória eleitoral do Partido Trabalhista em 1997, foram realizados referendos na Escócia e no País de Gales sobre a devolução. Houve uma clara maioria apoiando a devolução na Escócia e uma maioria mais restrita no País de Gales - a Escócia recebeu um grau de devolução mais forte do que o País de Gales. O governo trabalhista aprovou leis em 1998 para estabelecer um Parlamento escocês e uma Assembleia galesa e as primeiras eleições para estes foram realizadas em 1999.  Blair tentou continuar as negociações de paz na Irlanda do Norte, oferecendo a criação de um parlamento e governo regionais. 
Em 1998, foi feito o Acordo da Sexta-feira Santa, permitindo uma assembleia eleita de 108 membros e um acordo de partilha de poder entre nacionalistas e sindicalistas. Blair esteve pessoalmente envolvido nestas negociações.  A Sociedade Fabiana foi um fórum para ideias do Novo Trabalhismo e para abordagens críticas de todo o partido.  A contribuição Fabian mais significativa para a agenda política trabalhista no governo foi o panfleto de Ed Balls de 1992 defendendo a independência do Banco da Inglaterra . Em 1998, Blair e o seu novo governo trabalhista introduziram a Lei dos Direitos Humanos. Isto foi feito para dar à legislação do Reino Unido o que a convenção europeia dos direitos humanos havia estabelecido. Foi dado o consentimento real em 9 de novembro de 1998, mas não foi verdadeiramente implementado até o início de outubro de 2000. 
Após os ataques dos Estados Unidos ao Afeganistão e ao Sudão em 1998, Blair divulgou uma declaração apoiando as ações.  Ele emprestou apoio militar à invasão do Afeganistão pelos Estados Unidos em 2001.  Em Março de 2003, o governo trabalhista, temendo o alegado acesso de Saddam Hussein a armas de destruição em massa, participou na invasão do Iraque liderada pelos americanos .  A intervenção britânica no Iraque promoveu protestos públicos. Multidões de 400.000 ou mais manifestaram-se em outubro de 2002 e novamente na primavera seguinte. Em 15 de Fevereiro de 2003, mais de 1.000.000 de pessoas manifestaram-se contra a guerra no Iraque e 60.000 marcharam em Manchester antes da conferência do Partido Trabalhista, com as questões dos manifestantes incluindo a ocupação britânica do Afeganistão e a próxima invasão do Iraque. 
Em junho de 2007, Blair renunciou ao cargo de líder do Partido Trabalhista e Gordon Brown , anteriormente Chanceler do Tesouro , o sucedeu após a conferência do Partido Trabalhista de 2007. Três anos antes, Blair tinha anunciado que não disputaria a quarta eleição geral consecutiva como líder do Partido Trabalhista se vencesse as eleições gerais de 2005.  Brown inicialmente teve forte apoio público e os planos para uma rápida eleição geral foram amplamente divulgados, embora nunca tenham sido anunciados oficialmente.  Em 18 de fevereiro de 2008, o Chanceler do Tesouro, Alistair Darling, anunciou que o banco falido Northern Rock seria nacionalizado, apoiando-o com empréstimos e garantias de £ 50.000.000.000. O banco tinha sido desestabilizado pela crise das hipotecas subprime no ano anterior nos Estados Unidos e não foi possível encontrar um comprador privado do banco.  
As eleições gerais de 2010 terminaram com um parlamento suspenso  no qual os Trabalhistas conquistaram 258 assentos, 91 a menos que em 2005.  Após o fracasso em conseguir um acordo de coalizão com os Liberais Democratas, Brown anunciou sua intenção de renunciar ao cargo de líder do partido em 10 de maio  e renunciou ao cargo de primeiro-ministro no dia seguinte. Pouco depois, David Cameron e Nick Clegg anunciaram a formação de uma coalizão entre os conservadores e os liberais democratas. Cameron tornou-se o primeiro-ministro e Clegg o vice-primeiro-ministro de um gabinete que continha dezoito ministros conservadores e cinco ministros liberais democratas.  Ao anunciar a sua intenção de concorrer à liderança, David Miliband declarou que a era do Novo Trabalhismo tinha acabado.  
Após a publicação das memórias de Blair em 1 de setembro de 2010, Ed Miliband disse: "Acho que é hora de deixar Tony Blair, Gordon Brown e Peter Mandelson e sair do establishment do Novo Trabalhismo e esse é o candidato que nesta eleição sou quem melhor pode virar a página. Acho que, francamente, a maioria do público vai querer que viremos a página".  Miliband venceu as eleições de liderança e conseguiu mobilizar o apoio do eleitorado sindical.  Num discurso de julho de 2011, Blair afirmou que o Novo Trabalhismo morreu quando ele deixou o cargo e Brown assumiu a liderança do partido, alegando que a partir de 2007 o partido "perdeu o ritmo".  No entanto, a Terceira Via do Novo Trabalhismo influenciou uma série de partidos políticos de centro-esquerda em todo o mundo.  

## Literatura
- Adams, Ian (1998). Ideology and Politics in Britain Today. Manchester University Press. ISBN 9780719050565.
- Paul Anderson and Nyta Mann (1997). Safety First: The Making of New Labour. Granta. ISBN 1862070709.
- Barlow, Keith; Mortimer, Jim (2008). The Labour Movement in Britain from Thatcher to Blair. Peter Lang. ISBN 9783631551370.
- Bérubé, Michael (2009). The Left at War. NYU Press. ISBN 9780814799840.
- Bevir, Mark (6 December 2012). New Labour: A Critique. Routledge. ISBN 9781134241750.
- Bochel, Hugh; Defty, Andrew (2007). Welfare Policy Under New Labour: Views from Inside Westminster. The Policy Press. ISBN 9781861347909.
- Coats, David; Lawler, Peter (2000). New Labour in Power. Manchester University Press. ISBN 9780719054624.
- Collette, Christine; Laybourn, Keith (2003). Modern Britain Since 1979: A Reader. I. B. Tauris. ISBN 9781860645976.
- Coulter, Steve (2014). New Labour Policy, Industrial Relations and the Trade Unions. Palgrave Macmillan. doi:10.1057/9781137495754. ISBN 978-1-349-50496-1.
- Curtice, John; Heath, Anthony; Jowell, Roger (2001). The Rise of New Labour: Party Policies and Voter Choices. Oxford University Press. ISBN 9780191529641.
- Daniels, Gary; McIlroy, John (2008). Trade Unions in a Neoliberal World: British Trade Unions Under New Labour. Taylor & Francis. ISBN 9780203887738.
- Diamond, Patrick. New Labour's Old Roots (Andrews UK Limited, 2015).
- Driver, Stephen; Martell, Luke (2006). New Labour. Polity. ISBN 9780745633312.
- Driver, Stephen (2011). Understanding British Party Politics. Polity. ISBN 9780745640778.
- Else, David (2009). England. Lonely Planet. ISBN 9781741045901.
- Elliot, Gregory; Florence, Faucher-King; Le Galès, Patrick (2010). The New Labour Experiment: Change and Reform Under Blair and Brown. Stanford University Press. ISBN 9780804762359.
- Fairclough, Norman (2000). New Labour, New Language?. Taylor & Francis. ISBN 9780415218276.
- Faucher-King, Florence, and Patrick Le Gales, eds. The New Labour experiment: change and reform under Blair and Brown (Stanford UP, 2010).
- Fielding, Steven (2004). "The 1974-9 Governments and 'New' Labour". In Seldon, Anthony; Hickson, Kevin (eds.). New Labour, Old Labour: The Wilson and Callaghan Governments 1974–1979. Routledge. ISBN 978-0-41531-281-3.
- Foley, Michael (2000). The British Presidency: Tony Blair and the Politics of Public Leadership. Manchester University Press. ISBN 9780719050169.
- Foley, Michael (2002). John Major, Tony Blair and a Conflict of Leadership: Collision Course. Manchester University Press. ISBN 9780719063176.
- Garnett, Philip; Lynch (2007). Exploring British Politics. Pearson Education. ISBN 9780582894310.
- Hale, Sarah; Leggett, Will; Martell, Luke (2004). The Third Way and Beyond: Criticisms, Futures and Alternatives. Manchester University Press. ISBN 9780719065996.
- Hickson, Kevin; Seldon, Anthony (2004). New Labour, Old Labour: The Wilson and Callaghan Governments, 1974–79. Psychology Press. ISBN 9780415312820.
- Kettel, Steven (2006). Dirty Politics?: New Labour, British Democracy and the Invasion of Iraq. Zed Books. ISBN 9781842777411.
- Kramp, Philipp (2010). The British Labour Party and the "Third Way": Analysing the Ideological Change and Its Reasons Under the Leadership of Tony Blair. GRIN Verlag. ISBN 9783640750337.
- Laybourne, Keith (2001). British Political Leaders: A Biographical Dictionary. ABC-CLIO. ISBN 9781576070437.
- Laybourne, Keith (2002). Fifty Key Figures in Twentieth-century British Politics. Routledge. ISBN 9780415226769.
- Lees-Marshment, Jennifer (2009). Political Marketing: Principles and Applications. Taylor & Francis. ISBN 9780415431286.
- Minkin, Lewis. The Blair Supremacy: A Study in the Politics of Labour's Party Management (Manchester University Press, 2014).
- Newman, Bruce; Verčič, Dejan (2002). Communication of Politics: Cross-Cultural Theory Building in the Practice of Public Relations and Political Marketing. Routledge. ISBN 9780789021595.
- Powell, Martin (1999). New Labour, New Welfare State?: The "Third Way" in British Social Policy. The Policy Press. ISBN 9781861341518.
- Rawnsley, Andrew. The End of the Party: The Rise and Fall of New Labour (Penguin, 2010).
- Powell, Martin (2002). Evaluating New Labour's Welfare Reforms. The Policy Press. ISBN 9781861343352.
- Rubinstein, David (2006). The Labour Party and British Society: 1880–2005. Sussex Academic Press. ISBN 9781845190569.
- Seldon, Anthony (2007). Blair's Britain, 1997–2007. Cambridge University Press. ISBN 9780521882934.
- Tunney, Sean (2007). Labour and The Press: From New Left to New Labour. Sussex Academic Press. ISBN 9781845191382.
- Squires, Peter (2008). Asbo Nation: The Criminalisation of Nuisance. The Policy Press. ISBN 9781847420275.
- Vincent, Andrew (2009). Modern Political Ideologies. John Wiley & Sons. ISBN 9781405154956.